# Light novel di Full Metal Panic!

Copertina del primo volume dell'edizione italiana

Questa è la lista delle light novel di Full Metal Panic!, scritte da Shōji Gatō ed illustrate da Shikidouji. La storia narra le vicende di Sousuke Sagara, un ragazzo che è sergente in un'organizzazione militare segreta, il quale viene impiegato nella Jindai High School per proteggere la studentessa Kaname Chidori. La serie è stata serializzata da Fujimi Shobō sulla rivista mensile Gekkan Dragon Magazine, a partire dal 9 settembre 1998. Il 18 dicembre 1998 è iniziata la pubblicazione in volumi, che si è conclusa il 20 agosto 2011 con l'uscita del 23º albo.
Accanto alla pubblicazione della storia principale, in 12 romanzi, la serie conta anche 11 raccolte di storie brevi, che si concentrano sull'aspetto comico della serie e due side stories, che narrano eventi precedenti all'inizio della storia principale, come il passato di alcuni personaggi e la nascita delle organizzazioni militari segrete Mithril ed Amalgam.
L'edizione italiana è stata pubblicata da Panini Comics sotto l'etichetta Planet Manga dal 13 giugno 2013 al 25 febbraio 2016, interrompendosi al quarto volume.

## Lista volumi
Sono indicati con la R i romanzi, con la B le raccolte di storie brevi.
| N° | Tipo | Titolo italiano Giapponese 「Kanji」 - Rōmaji | Data di prima pubblicazione              | Data di prima pubblicazione            |
| N° | Tipo | Titolo italiano Giapponese 「Kanji」 - Rōmaji | Giapponese                               | Italiano                               |
| 1  | R    | Fighting Boy Meets Girl 「戦うボーイ・ミーツ・ガール」 - Tatakau bōi mītsu gāru | 18 settembre 1998 ISBN 978-4-8291-2839-8 | 13 giugno 2013 ISBN 978-88-6304-846-9  |
| 1  | R    | Trama Gli episodi da 1 a 7 di FMP! sono la trasposizione di questo romanzo. |                                          |                                        |
| 2  | B    | Un lupo solitario che non posso trascurare 「放っておけない一匹狼?」 - Hanatte oke nai ippikiōkami? | 17 dicembre 1998 ISBN 978-4-8291-2857-2  | 6 marzo 2014 ISBN 978-88-912-5313-2    |
| 2  | B    | Capitoli - Minami kara kita otoko - La prima parte dell'episodio 1 di Full Metal Panic? Fumoffu è l'adattamento di questa storia. - Aizou no propaganda - La prima parte dell'episodio 8 di FMP! è l'adattamento di questa storia. - Koutetsu no summer illusion - La prima parte dell'episodio 3 di Full Metal Panic? Fumoffu è l'adattamento di questa storia. - Koibito wa specialist - La seconda parte dell'episodio 8 di FMP! è l'adattamento di questa storia. - Geijutsu no hamburger hill - La prima parte dell'episodio 4 di Full Metal Panic? Fumoffu è l'adattamento di questa storia. - Cinderella panic! |                                          |                                        |
| 3  | R    | One Night Stand 「疾るワン・ナイト・スタンド」 - Hashiru wan naito sutando | 18 marzo 1999 ISBN 978-4-8291-2875-6     | 30 luglio 2015 ISBN 978-88-912-5551-8  |
| 3  | R    | Trama Gli episodi da 9 a 12 di FMP! sono la trasposizione di questo romanzo. |                                          |                                        |
| 4  | B    | Ma non prendi mai nulla sul serio? 「本気になれない二死満塁?」 - Honki ni narenai nishi manrui? | 18 maggio 1999 ISBN 978-4-8291-2887-9    | 25 febbraio 2016 ISBN 978-88-912-60574 |
| 4  | B    | Capitoli - Dakyou muyou no hostage - La seconda parte dell'episodio 1 di Full Metal Panic? Fumoffu è l'adattamento di questa storia. - Karamawari no lunchtime - La seconda parte dell'episodio 2 di Full Metal Panic? Fumoffu è l'adattamento di questa storia. - Bachi Atari na Lethal Weapon - Yarisugi no war cry - L'episodio 7 di Full Metal Panic? Fumoffu è l'adattamento di questa storia. - Ichizu na stake out - La seconda parte dell'episodio 4 di Full Metal Panic? Fumoffu è l'adattamento di questa storia. - Captain Amigo to ougon no hibi                                                           |                                          |                                        |
| 5  | B    | 「自慢にならない三冠王?」 - Jiman ni nara nai sankanō? | 13 ottobre 1999 ISBN 978-4-8291-2926-5   | -                                      |
| 5  | B    | Capitoli - Surechigai no Hostility - La prima parte dell'episodio 2 di Full Metal Panic? Fumoffu è l'adattamento di questa storia. - Daimeiwaku no Suicide - Oshiuri no Fetish - La prima parte dell'episodio 5 di Full Metal Panic? Fumoffu è l'adattamento di questa storia. - Yuuben na Portrait - Kurayami no Patient - La seconda parte dell'episodio 5 di Full Metal Panic? Fumoffu è l'adattamento di questa storia. - Neko to Koneko no R&R - L'episodio 13 di FMP! è l'adattamento di questa storia. |                                          |                                        |
| 6  | R    | 「揺れるイン・トゥ・ザ・ブルー」 - Yureru intu za burū | 14 febbraio 2000 ISBN 978-4-8291-2953-1  | -                                      |
| 6  | R    | Trama Gli episodi 18 e 20-24 di FMP! sono l'adattamento di questo romanzo. |                                          |                                        |
| 7  | B    | 「同情できない四面楚歌?」 - Dōjō deki nai shimensoka? | 14 giugno 2000 ISBN 978-4-8291-2974-6    | -                                      |
| 7  | B    | Capitoli - Iso no Kaori no Cook Robin - Tsuioku no Innocent (prima parte) - Tsuioku no Innocent (seconda parte) - Otona no Sneaking Mission - Engage Six, Seven - L'episodio 19 di FMP! è l'adattamento di questa storia. |                                          |                                        |
| 8  | R    | 「終わるデイ・バイ・デイ（上）」 - Owaru dei bai dei (ue) | 10 novembre 2000 ISBN 978-4-8291-1307-3  | -                                      |
| 8  | R    | Trama Gli episodi da 5 a 7 di Full Metal Panic! The Second Raid sono l'adattamento di questo romanzo. |                                          |                                        |
| 9  | R    | 「終わるデイ・バイ・デイ（下）」 - Owaru dei bai dei (shita) | 20 aprile 2001 ISBN 978-4-8291-1349-3    | -                                      |
| 9  | R    | Trama Gli episodi da 7 a 13 di Full Metal Panic! The Second Raid sono l'adattamento di questo romanzo. |                                          |                                        |
| 10 | B    | 「どうにもならない五里霧中?」 - Dō ni mo nara nai gorimuchū? | 19 ottobre 2001 ISBN 978-4-8291-1389-9   | -                                      |
| 10 | B    | Capitoli - Jun de Fujun na Grappler - La prima parte dell'episodio 6 di Full Metal Panic? Fumoffu è l'adattamento di questa storia. - Zen'i no Trespass - La seconda parte dell'episodio 6 di Full Metal Panic? Fumoffu è l'adattamento di questa storia. - Jingi Naki Fancy - L'episodio 10 di Full Metal Panic? Fumoffu è l'adattamento di questa storia. - Houkago no Peacekeeper - Maigo no Old Dog - Wari to hima na sentaichō no ichinichi - L'adattamento anime di questa storia è l'omonimo OAV. |                                          |                                        |
| 11 | B    | 「あてにならない六法全書?」 - Ate ni nara nai roppōzensho? | 20 giugno 2002 ISBN 978-4-8291-1441-4    | -                                      |
| 11 | B    | Capitoli - Mamanarai nai Blue Bird - L'episodio 11 di Full Metal Panic? Fumoffu è l'adattamento di questa storia. - Mato Hazure no Emotion - Machigai darake no Sentence - Jikan gire no Romance - Go jikan me no Hotspot - L'episodio 12 di Full Metal Panic? Fumoffu è l'adattamento di questa storia. - Megami no rainichi (junan hen) - L'episodio 8 di Full Metal Panic? Fumoffu è l'adattamento di questa storia. |                                          |                                        |
| 12 | R    | 「踊るベリー・メリー・クリスマス」 - Odoru berī merī kurisumasu | 20 marzo 2003 ISBN 978-4-8291-1505-3     | -                                      |
| 13 | B    | 「安心できない七つ道具?」 - Anshin deki nai nanatsudōgu? | 19 luglio 2003 ISBN 978-4-8291-1540-4    | -                                      |
| 13 | B    | Capitoli - Ana Darake no Conceal - Migatte na Blues - Miira tori no Drunker - Giri Ninjo no Undercover - Mayonaka no Raiders - Rouhei tachi no Fuga |                                          |                                        |
| 14 | B    | 「音程は哀しく、射程は遠く」 - － Saido āmuzu － Ontei wa kanashiku, shatei wa tōku | 20 aprile 2004 ISBN 978-4-8291-1605-0    | -                                      |
| 14 | B    | Capitoli - Ontei wa kanashiku, shatei wa tooku (prima parte) - Ontei wa kanashiku, shatei wa tooku (seconda parte) - Ed Sax chuu-i no kiwamete senmonteki na tatakai - Megami no rainichi (onsen hen) - L'episodio 9 di Full Metal Panic? Fumoffu è l'adattamento di questa storia. - Yoiko no jikan~Mao neesan to Arm Slave ni notte miyou~ - Aru sakusen chokuzen no hitomaku |                                          |                                        |
| 15 | R    | 「つづくオン・マイ・オウン」 - Tsuzuku on mai ōn | 20 ottobre 2004 ISBN 978-4-8291-1659-3   | -                                      |
| 16 | B    | 「悩んでられない八方塞がり?」 - Nayan de rare nai happōfusagari? | 20 luglio 2005 ISBN 978-4-8291-1740-8    | -                                      |
| 16 | B    | Capitoli - Yakusoku no Virtual (prima parte) - Yakusoku no Virtual (seconda parte) - Kagemusha no Showbiz - Tairitsu no Festival - Aizou no Festival |                                          |                                        |
| 17 | R    | 「燃えるワン・マン・フォース」 - Moeru wan man fōsu | 20 gennaio 2006 ISBN 978-4-8291-1793-4   | -                                      |
| 18 | R    | 「―サイドアームズ２― 極北からの声」 - － Saido āmuzu 2 － Kyokuhoku kara no koe | 20 luglio 2006 ISBN 978-4-8291-1842-9    | -                                      |
| 19 | R    | 「つどうメイク・マイ・デイ」 - Tsudou meiku mai dei | 20 marzo 2007 ISBN 978-4-8291-1911-2     | -                                      |
| 20 | R    | 「つどうメイク・マイ・デイ」 - Semaru nikku obu taimu | 20 febbraio 2008 ISBN 978-4-8291-3266-1  | -                                      |
| 20 | R    | Capitoli - Prologue - On the Journey - Yansk11 - Time Hazard - The Firer of the Magic Bullet |                                          |                                        |
| 21 | R    | 「ずっと、スタンド・バイ・ミー（上）」 - Zutto, sutando bai mī (ue) | 17 luglio 2010 ISBN 978-4-8291-3410-8    | -                                      |
| 22 | R    | 「ずっと、スタンド・バイ・ミー（下）」 - Zutto, sutando bai mī (shita) | 20 agosto 2010 ISBN 978-4-8291-3553-2    | -                                      |
| 22 | R    | Capitoli - Prologue - The Lover's Dilemma - The Proof of a Man - Epilogue |                                          |                                        |
| 23 | B    | 「マジで危ない九死に一生?」 - Maji de abunai kyūshi ni isshō? | 20 agosto 2011 ISBN 978-4-8291-3668-3    | -                                      |